# 座旗一
座旗一 (ψ6 Aur, 御夫座ψ6 ) 是御夫座的一个光谱双星。视星等+5.22，裸眼观测显得微亮。 经测量年视察变化为9.05 ± 0.38 mas, 大约距离地球360光年（110秒差距）。座旗一的可见部分是K型巨星，其按照恒星分类法分类为K0 III.。座旗一有一颗轨道周期为5,996 days(16.4 years)以及轨道离心率为0.044的伴星。